# Miasta Saint Kitts i Nevis
Według danych oficjalnych pochodzących z 2013 roku Saint Kitts i Nevis posiadał ponad 10 miast o ludności przekraczającej 300 mieszkańców. Stolica kraju Basseterre jako jedyne miasto liczyło ponad 10 tys. mieszkańców; 1 miasto z ludnością 1÷10 tys. oraz reszta miast poniżej 1 tys. mieszkańców.

## Największe miasta w Saint Kitts i Nevis
Największe miasta w Saint Kitts i Nevis według liczebności mieszkańców (stan na 01.01.2013):
| L.p. | Miasto           | Parafia                 | Liczba ludności |
| ---- | ---------------- | ----------------------- | --------------- |
| 1.   | Basseterre       | Saint George Basseterre | 12 920          |
| 2.   | Charlestown      | Saint Paul Charlestown  | 1538            |
| 3.   | Saddlers         | Saint John Capesterre   | 986             |
| 4.   | Cayon            | Saint Mary Cayon        | 788             |
| 5.   | Sandy Point Town | Saint Anne Sandy Point  | 780             |

## Alfabetyczna lista miast w Saint Kitts i Nevis
Spis miast Saint Kitts i Nevis powyżej według danych szacunkowych z 2005 roku:
- Basseterre
- Boyd's
- Cayon
- Charlestown
- Cotton Ground
- Dieppe Bay
- Figtree
- Gingerland
- Mansion
- Middle Island
- Monkey Hill
- Newcastle
- Saddlers
- Saint Paul’s
- Sandy Point Town
- Tabernacle